# 第214炮兵旅 (以色列)
第214炮兵旅（希伯來語：‎）是以色列国防军的旅，隸屬於以色列砲兵軍，為以軍訓練、常規和預備部隊的支援部隊，使用精確制導武器提供火力支援。